# Buelles
Buelles es un lugar y una parroquia del concejo de Peñamellera Baja, en la comarca de Oriente, Principado de Asturias, España.

## Poblaciones
Según el nomenclátor, la parroquia comprende los lugares de Buelles y El Mazo. El primero tiene dos núcleos de población, Buelles y La Zalce.
Hasta el año 2003 la parroquia contaba con la población de Narganes, que pasó a formar parte de la parroquia homónima, de nueva creación, en ese año.

## Geografía
Ocupa la ladera más nororiental del concejo. Junta tras pueblos: Buelles y El Mazo en la orilla derecha el río Cares-Deva; y Narganes, a la otra orilla. El paso de una orilla a otra debe hacerse, en coche, bajando hasta Unquera o subiendo hasta Panes, pero tiene paso peatonal por un puente colgante que cruza el río algo más abajo del pueblo de Buelles. En la parroquia se encuentra la Sauceda de Buelles, declarada monumento natural por el PORNA.